# Urânio-235

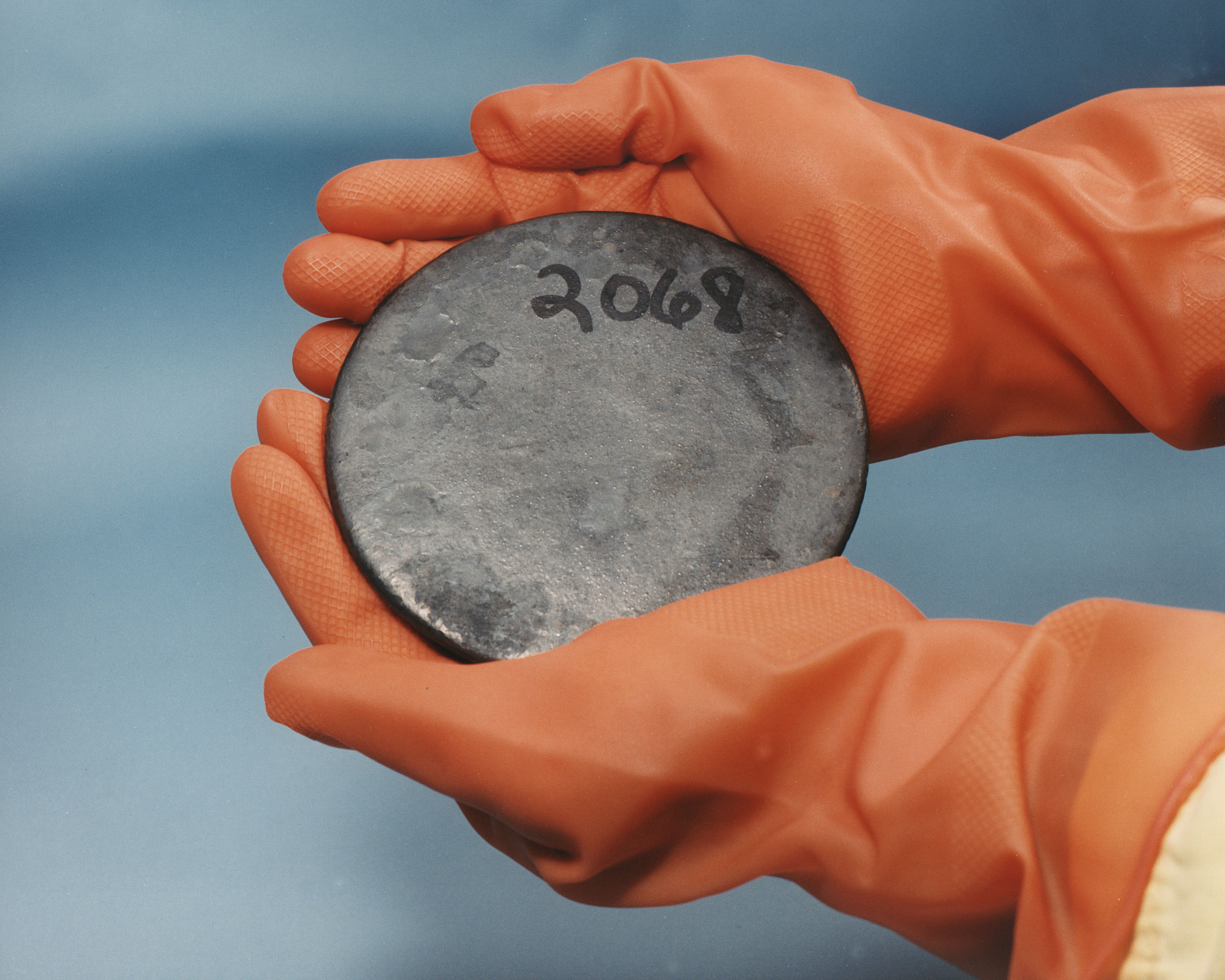
Uma pastilha de urânio altamente enriquecido com alta porcentagem de U-235.

Urânio-235 é um isótopo de urânio que é responsável por cerca de 0.72% do urânio natural. Diferente do isótopo predominante, o urânio-238, ele é físsil, ou seja, ele pode sustentar uma reação em cadeia de fissão nuclear. É o único isótopo natural e físsil que é encontrado na natureza em quantidades relevantes, além de ser um nuclídeo primordial.
O urânio-235 tem uma meia-vida de 703.8 milhões de anos. Ele foi descoberto em 1935 por Arthur Jeffrey Dempster. Sua seção de choque nuclear para nêutrons térmicos (nêutrons com baixa velocidade ) é de cerca de 504.81 barns. Para nêutrons rápidos, sua seção de choque é da ordem de 1 barn.
Nem todas as absorvições de nêutrons resultam em fissão; uma minoria resulta em captura neutrônica formando o urânio-236.

## Fissão

Fissão nuclear de um átomo de Urânio-235.

A fissão de um átomo de Urânio-235 gera 202.5MeV = 3.24 × 10−11 J, ou seja 19.54 TJ/mol, ou 83.14 TJ/kg. Quando radionuclídeos de  
235
92U são bombardeados por nêutrons, uma das várias reações de fissão que podem ocorrer é mostrada abaixo(mostrada na imagem a esquerda):
235
92U → 
141
56Ba + 
Reatores de água pesada e alguns reatores de grafite moderado podem usar urânio empobrecido, mas reatores de água leve devem usar o urânio levemente enriquecido por causa da absorção de nêutrons água leve. O enriquecimento do urânio remove porcões de U-238 enquanto que aumenta a porcentagem de U-235 na composição. O urânio altamente enriquecido, que contem uma grande proporção de U-235 é muito utilizado em armas nucleares.
Se um nêutron proveniente da fissão de um núcleo de urânio-235 acerta outro núcleo de urânio-235 e o fissiona, então a cadeia de reação vai continuar. Se a reação se sustentar, ela pode criar uma massa crítica, e a massa de U-235 requerida para produzir massa critica é de alguns quilogramas. A fissão nuclear produz fragmentos de fissão que em geral são altamente radioativos e produz energia posteriormente devido ao decaimento radioativo. Alguns deles produzem nêutrons chamados de nêutrons atrasados, que contribuem para a reação de fissão em reatores, enquanto que se produzidos por detonações nucleares apenas vão liberar radiação ao meio ambiente. Em reatores nucleares, a reação é atrasada pela adição de barras de controle que são feitas de elementos químicos como o boro, háfnio e cádmio pois podem absorver uma grande quantidade de nêutrons. Em armas nucleares, a reação é descontrolada, a grande e rápida liberação de energia da fissão nuclear cria uma detonação nuclear.

### Armas Nucleares
A arma Little Boy, uma arma nuclear do tipo balístico, lançada sobre Hiroshima em 6 de agosto de 1945 foi feita de urânio altamente enriquecido. A massa critica nominal para uma esfera de U-235 nua é de 56 kg,
ou seja uma esfera de 17.32 cm (6.8") de diâmetro.  O material necessário deve ter 85% ou mais de U235. Mas a massa critica pode ser diminuída em ate um quarto com o uso de iniciadores de nêutrons, reforço de trítio, geometria correta e refletores de nêutrons tendo grande impacto econômico na fabricação e eficiência dessas armas. Atualmente é preferível o uso de um isótopo do plutônio, o plutônio-239 em armas nucleares. Contudo o urânio enriquecido ainda é extensivamente utilizado no segundo estagio de bombas de hidrogênio.
| Fonte                                                               | Energia media liberada [MeV] |
| ------------------------------------------------------------------- | ---------------------------- |
| Energia liberada instantaneamente                                   |                              |
| Energia cinética dos fragmentos                                     | 169.1                        |
| Energia cinética de nêutrons rápidos                                | 4.8                          |
| Energia portada por raios gama                                      | 7.0                          |
| Energia do decaimento de produtos da fissão                         |                              |
| Energia de partículas β−                                            | 6.5                          |
| Energia de raios γ atrasados                                        | 6.3                          |
| Energia produzida quando nêutrons são capturados sem ocorrer fissão | 8.8                          |
| Energia convertida em calor em um reator                            | 202.5                        |
| Energia de antineutrinos                                            | 8.8                          |
| Soma                                                                | 211.3                        |